# Plaza Nueva
Plaza Nueva är en ort i kommunen Ocuilan i delstaten Mexiko i Mexiko. Samhället hade 1 333 invånare vid folkräkningen år 2020.